# Жагуариаива
Жагуариаива (порт. Jaguariaíva) — муниципалитет в Бразилии, входит в штат Парана. Составная часть мезорегиона Восточно-центральная часть штата Парана. Входит в экономико-статистический  микрорегион Жагуариаива. Население составляет 31 865 человек на 2007 год. Занимает площадь 1523,793 км². Плотность населения — 23,1 чел./км².

## История
Город основан 15 сентября 1823 года.

## Статистика
- Валовой внутренний продукт на 2003 год составляет 374 980 323,00 реалов (данные: Бразильский институт географии и статистики).
- Валовой внутренний продукт на душу населения на 2003 год составляет 11 306,51 реалов (данные: Бразильский институт географии и статистики).
- Индекс развития человеческого потенциала на 2000 год составляет 0,757 (данные: Программа развития ООН).

## География
Климат местности: субтропический.